# Жадный Кузя
«Жадный Кузя» — советский игровой и кукольный мультфильм, снятый режиссёрами Иваном Уфимцевым и Михаилом Каменецким и выпущенный на студии «Союзмультфильм» в 1969 году.

## Сюжет
В уютной квартире кот Кузя выпрыгивает из холодильника. Не насытившись, он начинает поедать сахар и даже покусился на торт, нарисованный в книжке.
Звери, которым он испортил праздник, прыгают со страницы на стол. Ёжик и лягушонок организуют безопасный спуск, белочка и заяц-именинник присоединяются к ним.
Сказочные персонажи крадутся по ковру. Они наблюдают, как Кузя греется у батареи на кухне. Лягушонок приближается к коту, чтобы забрать бумажный торт. Но домашний питомец замечает его и начинает погоню. Зелёный малыш скрывается в холодильнике, Кузя пытается просунуть туда лапу, но ему это не удаётся.
С трудом отдышавшись, лягушонок понимает, что не в силах открыть дверь изнутри. Его друзья слышат встревоженный стук и покидают свои укрытия. Вместе они открывают дверь и с недоумением смотрят на сосиску в лапках освобождённого. Оказывается, это приманка для Кузи. Отвлекая внимание на себя, зелёный храбрец передаёт эстафету белочке, пока ёжик проворно подхватывает бумажный торт.
Кот загоняет белочку на шторы, но она догадывается отцепить их от карниза, и охотник падает. Кузя загоняет в угол зайца, но команда отгоняет его, нацепив на себя домашнюю утварь и издавая страшный шум.
В последних кадрах друзья подклеивают оторванный кусочек страницы с тортом и возвращаются в книжку продолжать праздник.

## Создатели мультфильма[2]
| автор сценария                | Элеонора Тадэ                                                                                            |
| режиссёры                     | Михаил Каменецкий, Иван Уфимцев                                                                          |
| художники-постановщики        | Владимир Дегтярёв, Валентина Василенко                                                                   |
| оператор                      | Михаил Каменецкий                                                                                        |
| композитор                    | Эдуард Артемьев                                                                                          |
| звукооператор                 | Борис Фильчиков                                                                                          |
| роли озвучивали:              | Мария Виноградова — читает текст                                                                         |
| художники-мультипликаторы:    | Юрий Норштейн, Галина Золотовская, Вячеслав Шилобреев                                                    |
| куклы и декорации изготовили: | Геннадий Лютинский, Валерий Петров, Павел Лесин, Роман Гуров, Павел Гусев, Олег Масаинов, Борис Караваев |
| под руководством              | Романа Гурова                                                                                            |
| монтажёр                      | Надежда Трещёва                                                                                          |
| редактор                      | Наталья Абрамова                                                                                         |
| директор картины              | Натан Битман                                                                                             |